# Dead or Alive 5
Dead or Alive 5 est un jeu vidéo développé par Team Ninja et édité par Tecmo en septembre 2012.
C'est le premier Dead or Alive officiel développé sans le créateur de la série Tomonobu Itagaki.
Dead or Alive 5 est un jeu de combat permettant de retrouver les célèbres combattants de la série sur Xbox 360, Playstation 3 et PS Vita. Dans la peau de Kasumi, Tina ou encore Akira Yuki de Virtua Fighter, le joueur peut se battre en solo ainsi qu'à 2 contre 2. Plusieurs modes de jeu, dont un mode Histoire entièrement scénarisé, sont disponibles pour varier les plaisir en local comme en ligne.

## Personnages

### Dead or Alive 5
- Alpha-152
- Ayane
- Bass Armstrong
- Bayman
- Brad Wong
- Christie
- Eliot
- Gen Fu
- Hayate
- Helena Douglas
- Hitomi
- Jann Lee
- Kasumi
- Kokoro
- Leifang
- Lisa Hamilton / La Mariposa
- Tina Armstrong
- Zack
- Ryu Hayabusa (Personnage de la série Ninja Gaiden)

### Nouveaux personnages
- Mila, une espagnole ambitieuse d'arts martiaux mixtes qui travaille comme serveuse à temps partiel dans un restaurant à New York.
- Mr. Strong, est un nouveau personnage en théorie, mais en réalité c’est Bass Armstrong. Le nom de M. Strong est un alias de Bass parce qu’il veut passer inaperçu au cinquième tournoi. Il est comme Lisa Hamilton un personnage de costume alternatif du personnage réel.
- Rig, un canadien, maître du taekwondo qui est le patron de la même plateforme pétrolière où Bass travaille et les deux sont des amis durs.

### Invités
- Akira Yuki (Invité de la série Virtua Fighter)
- Pai Chan (Invité de la série Virtua Fighter)
- Sarah Bryant (Invité de la série Virtua Fighter)

### Histoire
Au Moyen-Orient, la patrouille militaire de Bayman est prise en embuscade et abattue par une figure à capuche de vitesse surhumaine qui se dissout alors dans l’air. Cherchant à se venger, Bayman rencontre Helena à bord de Freedom Survivor, car il soupçonne l’implication de DOATEC, ce qu’Helena nie, suggérant qu’il pourrait plutôt être le travail de la faction d’évasion de Donovan. Elle est également approchée par Kasumi, qui est à la recherche d’informations concernant Alpha-152. Helena promet son aide et organise une rencontre entre Hayate et Kasumi, qui insiste sur le fait que la poursuite d’Alpha n’est que son combat, rejetant l’offre de Hayate pour l’aider. Kasumi cherche ensuite d’autres indices sur les allées et venues d’Alpha, faisant le tour du monde tout en étant elle-même poursuivie par Ayane. Elle est également pourchassée par Bayman, qui soupçonne Kasumi d’être l’agresseur et désire l’abattre lui-même. Helena dit à Hayate qu’elle arrêtera le Projet Alpha.
Pendant ce temps, à la plate-forme pétrolière de DOATEC, Rig est payé une visite par Christie qui prétend être une femme de son passé venue pour le "tester" et qui travaille toujours pour Donovan. Bientôt, la plate-forme est mystérieusement attaquée par hélicoptère, mais Rig et Bass réussissent à éteindre le feu. Il est ensuite révélé que c’est Helena qui a détruit le Tritower pour se venger de Donovan pour la mort de ses parents pendant les luttes de pouvoir au sein de l’organisation. Donovan, son visage caché derrière un masque de porcelaine blanche, est vu traçant l’étape finale de son Projet Alpha : Phase Quatre. Donovan ordonne à Lisa, qui travaille toujours avec lui sur ses recherches, d’amener Miyako, qui fait aussi partie de leur nouvelle organisation MIST, dans un laboratoire secret situé sous la plate-forme.
Différents personnages sont montrés entrant dans le cinquième tournoi DOA, qui a lieu à la plate-forme. Chacun le fait pour ses propres raisons, souvent pour voir une fois de plus ou pour vaincre un autre personnage. Habituellement, ils s’y joignent après avoir été approchés par Zack, qui les trouve, les combat et les recrute partout dans le monde. Après que Tina décide de retourner au combat, son père Bass y entre aussi, adoptant un nom de scène de M. Strong; finalement, ils se réunissent en équipe. Tout en traquant Jann Lee, Leifang finit par l’affronter avant le tournoi et il y a une tension sexuelle entre eux. Hitomi, qui espère toujours voir Ein (Hayate), passe en quart de finale, battant Mila puis Eliot. Pendant une pause, Hitomi rencontre Hayate, qui lui souhaite bonne chance. Jann Lee, qui avait gagné des matches constructifs contre Leifang et M. Strong, la défait, émergeant comme la gagnante du tournoi mais n’assistant pas à la cérémonie de remise des prix du championnat par rancune personnelle pour Rig, à qui il a perdu dans un combat plus tôt.
Au Japon, Ryu Hayabusa est approché par Hayate et rejoint lui et Ayane. Helena les informe que la Phase Quatre verra une production massive de clones de Kasumi pour les vendre aux meilleures armées du monde. Sentant que quelque chose ne va pas avec Kasumi, Hayate ordonne à Ayane de la suivre et de découvrir ses véritables intentions. Frustrée par son échec à traquer Alpha, Kasumi retourne à Helena, exigeant qu’on lui dise la vérité, et Helena la dirige vers la plate-forme. Là, Hayate gagne le droit de la suivre depuis Bayman. Kasumi découvre le laboratoire, avec Alpha-152 dedans, et semble détruire son clone. Cependant, elle est ensuite attaquée et mortellement blessée par Hayate et Ayane, et meurt dans les bras de Ryu. Cette Kasumi est révélée être simplement un clone elle-même, mais Ryu regrette sa mort de toute façon. Ryu détruit des hélicoptères d’attaque (du type qui a attaqué la plate-forme plus tôt), tandis que Hayate est capturé dans le laboratoire par Rig, qui s’avère travailler avec Donovan. Ryu envoie un faucon avec un message pour la vraie Kasumi, qui a été abritant avec Murumasa tout ce temps; elle les rejoint immédiatement à la plate-forme. Au labo, ils battent Rig, qui s’échappe après avoir dit que c’était un plan pour les attirer là-bas. Lisa, consternée d’apprendre que le projet Epsilon a été réactivé, libère Hayate. Alpha-152 apparaît alors, prenant des formes non seulement de Kasumi mais aussi de Hayate et Ryu, mais Hayate, Ayane, Ryu et Kasumi ont réussi à la détruire avec le laboratoire.
Dans l’épilogue, Kasumi se sépare paisiblement de Hayate et d’Ayane, tandis que Ryu et Helena regardent, et se promet de faire tomber Donovan pour de bon. Dans les crédits post-fin, une conversation entre Rig et Donovan (l’ancien a révélé être le fils de Donovan) est entendue. Avec le succès de Rig dans la collecte d’échantillons des combattants, Projet Alpha peut maintenant passer à la phase quatre.

### Dead or Alive 5 Ultimate
- Ein
- Léon
- Momiji (Nouveau personnage dans la série-Personnage de la série Ninja Gaiden)
- Rachel (Nouveau personnage dans la série-Personnage de la série Ninja Gaiden)
- Jacky Bryant (Invité de la série Virtua Fighter)
- Marie Rose (DLC)
- Nyotengu (DLC)
- Phase 4 (DLC)

### Dead or Alive 5 Last Round
- Honoka (Nouveau personnage dans la série)
- Raidou
- Naotora Ii (DLC, Invitée de la série Samurai Warriors)
- Mai Shiranui (DLC, Invitée de la série The King of Fighters)

## Annonce
Il y a eu plusieurs rumeurs sur le développement de Dead or Alive 5 en 2006 mais l'annonce officielle a été faite au Tokyo Game Show 2011.
Le jeu a été présenté au Tokyo Game Show 2011, à l'E3 2012, à la Japan Expo 2012 et à la Gamescom 2012.